# Dieudo Hamadi
Dieudo Hamadi (ur. 22 lutego 1984 w Kisangani) – kongijski reżyser, scenarzysta i operator filmowy. 
Ukończył studia w szkole filmowej INSAS w Brukseli. Autor nagradzanych filmów dokumentalnych, portretujących niełatwe życie mieszkańców jego kraju, m.in. Kongo w czterech aktach (2010), Egzamin dojrzałości (2014), Pani pułkownik (2017), Kinshasa Makambo (2018) czy Płynąc do Kinszasy (2020).
Zasiadał w jury konkursu głównego na 78. MFF w Cannes (2025).